# XXVII век до н. э.
XXVII (два́дцать седьмо́й) век до на́шей э́ры по пролептическому юлианскому календарю — век с 1 января 2700 года до н. э. по 31 декабря 2601 года до н. э. Это 4-й век 3-го тысячелетия до н. э. Ему предшествовал XXVIII век до н. э., за ним следовал XXVI век до н. э. Закончился 4625 лет назад.

## События

### Египет
- Первая половина XXVII века — Фараоны II династии Неферкара, Неферкасокар, Перибсен, Хасехемуи.
- 2649—2140 (около 2750 — около 2150 или 2686—2256) — Древнее царство в Египте (III—VIII династии).
- 2649—2575 (около 2750—2680) — III династия. Фараоны Санахт (2649—2630), Джосер (2630—2611), Сехемхет (2611—2603), Хаба (2603—2599). Начало строительства пирамид.
- Ок. 2610—2593+25 гг. до н. э. — Фараон Хасехемуи. Кровавый погром в Нижнем Египте, где почитался бог Сет.

### Месопотамия
- 1-я династия Киша: Мелам-Киши, Барсальнуна, Симуг, Тизкар, Илькум, Ильтасадум, Эн-Менбарагеси, Агга.
- 1-я династия Урука: Мескианггашер, Эн-Меркар, Лугальбанда, Думузи-рыбак, Гильгамеш.
- Около 2700 — Царь Киша из династии Этаны Эн-Менбарагеси. Установление власти над Шумером. Победа над Эламом. Строительство храма Энлиля в Ниппуре.
- Около 2700 — около 2650 — Царь (лугаль) Урука Гильгамеш (2675 год до н. э.) добивается независимости города Урук.
- Около 2670 — Победа царя Ура Месанепады над царём Киша Агга (Аккой), сыном Энмебарагези и последним из династии Этаны.
- Около 2670 —XXVI век — Правление 1-й династии Ура. Создание могущественного государства.
- Около 2665 — Смерть Месанепады, основателя 1-й династии Ура. Усиление Урука под властью Гильгамеша.
- Первое государственное образование Армянского нагорья было основано в XXVII веке до н. э. и называлось Аратта.

## Мифические события
- 2698 — начало правления Хуан-ди, последнего легендарного властителя и первого (по версии историографа Сыма Цяня[1]) легендарного императора Древнего Китая[2].